# Sesta coalizione
La sesta coalizione (1812-1814) fu un'alleanza politico-militare fra la Regno Unito, l'Impero russo, la Prussia, la Svezia, l'Impero austriaco, il Regno di Spagna,  ed alcuni Stati tedeschi costituita per sconfiggere definitivamente il Primo Impero francese di Napoleone, distruggere l'assetto politico dell'Europa sotto il predominio francese e restaurare le monarchie dell'Antico Regime.
Dopo la disastrosa campagna di Russia dell'imperatore Napoleone che aveva provocato la distruzione della Grande Armata, la macchina militare più potente e temuta d'Europa, le potenze continentali che erano state ripetutamente battute da Napoleone in diverse guerre nel corso di un intero decennio, videro finalmente la possibilità di sconfiggere definitivamente l'Imperatore dei francesi e riuscirono, dopo complesse manovre diplomatiche, ad unirsi in un'alleanza generale, guidata dallo zar Alessandro, collegata alla Gran Bretagna che non aveva mai cessato la lotta antifrancese e che manteneva un corpo di spedizione nella penisola iberica a sostegno della Spagna e del Portogallo.
L'alleanza ebbe avvio con la defezione della Prussia nella fase finale della campagna di Russia e con la decisione del re Federico Guglielmo III di affiancarsi, con il suo esercito ricostituito e rafforzato, all'esercito russo dello zar che, inseguendo i resti della Grande Armata, era entrato in Polonia. Napoleone dopo aver abbandonato i resti del suo esercito ed essere rientrato a Parigi, cercò di organizzare nuove forze e tentò di sconfiggere la nuova alleanza, vincendo le battaglie non decisive contro le forze russo-prussiane a Lützen ed a Bautzen.
Dopo il breve armistizio di Pleiswitz e l'apertura degli infruttuosi negoziati a Praga che diedero tempo ai coalizzati di potenziare le loro forze e che soprattutto decisero anche l'Impero austriaco ad entrare in guerra, a fianco di Prussia, Russia e Svezia, contro la Francia, la guerra riprese. La vittoria di Napoleone alla battaglia di Dresda venne vanificata dalle ripetute sconfitte dei suoi luogotenenti e l'imperatore, in inferiorità numerica e con truppe inesperte, fu costretto a combattere la grande battaglia di Lipsia in Sassonia, nell'ottobre del 1813, che terminò con la disastrosa sconfitta dei francesi.
Costretto a ripiegare in Francia, con i resti delle sue forze, Napoleone cercò ancora di resistere di fronte agli eserciti alleati che invasero la nazione da nord e da est, con gli eserciti austro-russo-prussiani, e da sud, con le truppe britanniche provenienti dalla Spagna. L'imperatore combatté, con le sue limitatissime forze, con grande abilità la campagna di Francia e ritardò la vittoria degli alleati, ma infine, schiacciato dalla preponderanza numerica nemica e abbandonato dai suoi marescialli, dovette cedere e accettare l'abdicazione del 6 aprile 1814.

## Ritirata dei resti della Grande Armata e defezione della Prussia
Napoleone abbandonò il comando dei resti della Grande Armata a Smorgon', vicino a Vilnius, il 5 dicembre 1812, la campagna di Russia era terminata in una catastrofe e diveniva necessario ritornare al più presto in Francia per rafforzare il morale della nazione prima del diffondersi delle notizie sulle reali dimensioni del disastro e per evitare una dissoluzione del regime. Egli aveva appena appreso del fallito complotto del generale Malet che non aveva mancato di allarmarlo fortemente. Tuttavia l'imperatore non era rassegnato alla sconfitta; al contrario rimaneva fiducioso e considerava la situazione ancora rimediabile; ritornando subito a Parigi, dove arrivò il 18 dicembre, egli contava di organizzare un nuovo esercito e, rinforzato da altri contingenti che sperava di ottenere dalla Prussia e dall'Austria, di cui non temeva la defezione, era intenzionato a riprendere la guerra contro la Russia in primavera. Affidando il comando dei resti dell'esercito al re di Napoli Gioacchino Murat, sperava che egli sarebbe riuscito a resistere almeno sulla linea della Vistola.

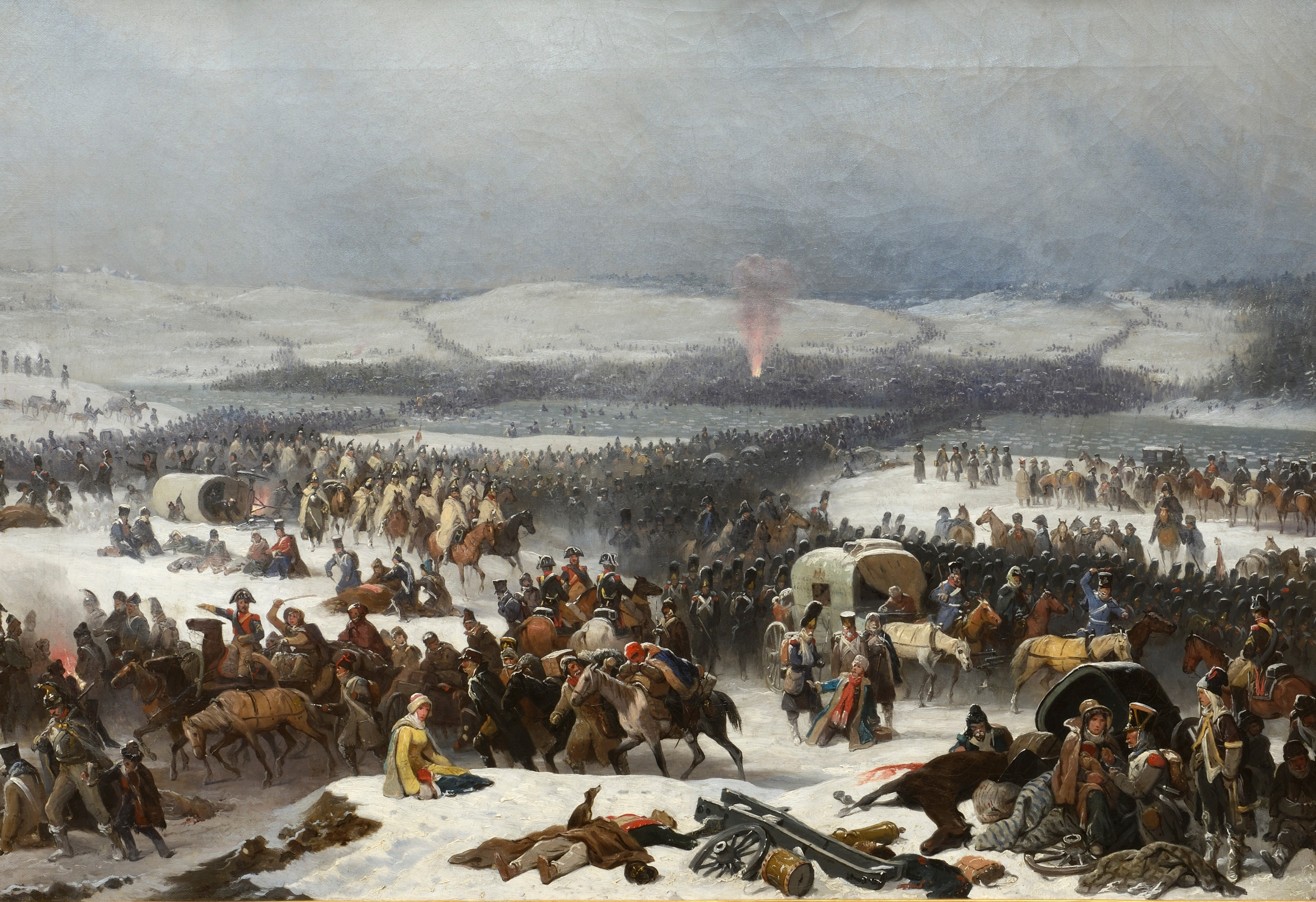
Le ultime fasi della campagna di Russia videro la totale disgregazione dei resti della Grande Armata.

I superstiti della Grande Armata, circa 50 000 soldati, stavano confluendo in totale disordine, dopo aver raggiunto Vilna il 9 dicembre, verso Königsberg, mentre sui fianchi della colonna principale, il maresciallo Étienne Macdonald, che controllava oltre al X corpo anche il corpo prussiano del generale Ludwig Yorck von Wartenburg, stava ripiegando su Tilsit, ed i generali Jean Reynier, comandante del VII corpo, e Karl von Schwarzenberg, comandante del contingente austriaco, si ritiravano sul Bug Occidentale con altri 55 000 uomini.
In effetti anche l'esercito russo, pur vittorioso, era esausto e inoltre il maresciallo Michail Kutuzov, stanco e malato, ritenne conclusa la sua missione dopo la liberazione della patria e la ritirata francese e non attraversò immediatamente la frontiera; egli rimaneva convinto della necessità di arrestare la guerra e riteneva che non ci fosse vero interesse per la Russia a provocare un crollo completo dell'Impero napoleonico. La spinta decisiva venne dallo zar Alessandro che, sollecitato dai suoi consiglieri, tra cui il prussiano Heinrich von Stein, a liberare i popoli oppressi dalla dominazione francese ed in particolare la Germania, e esaltato dalla possibilità di assumere il ruolo eroico di liberatore e salvatore dell'Europa, arrivò a Vilna il 23 dicembre insieme al suo consigliere antifrancese Karl Nessel'rode e decise di riprendere l'avanzata.

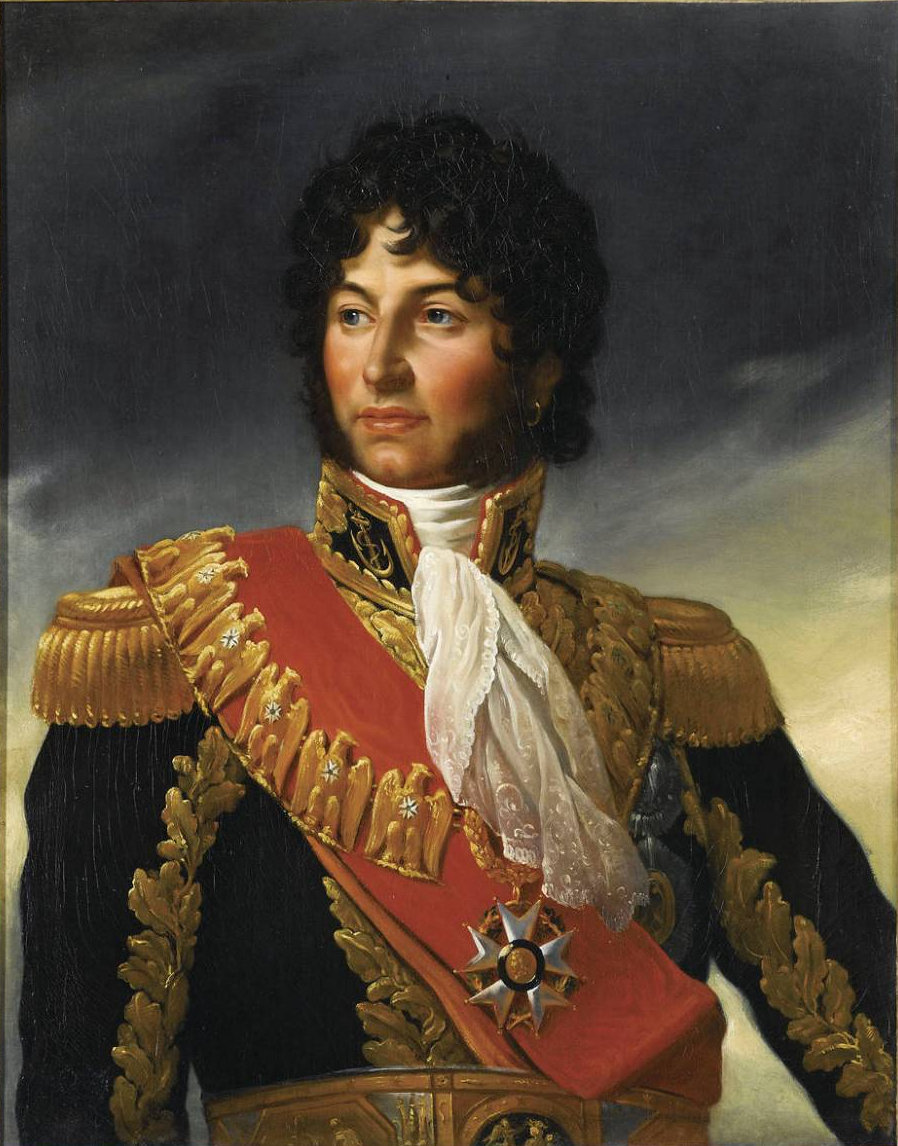
Il re di Napoli, Gioacchino Murat, prese il comando dei resti della Grande Armata dopo la partenza di Napoleone il 5 dicembre 1812.

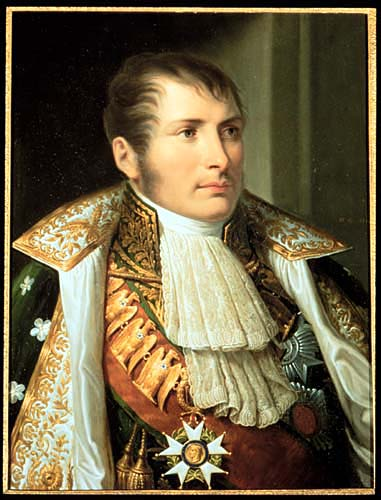
Il viceré d'Italia, Eugenio di Beauharnais, successe a sua volta a Murat a febbraio 1813.

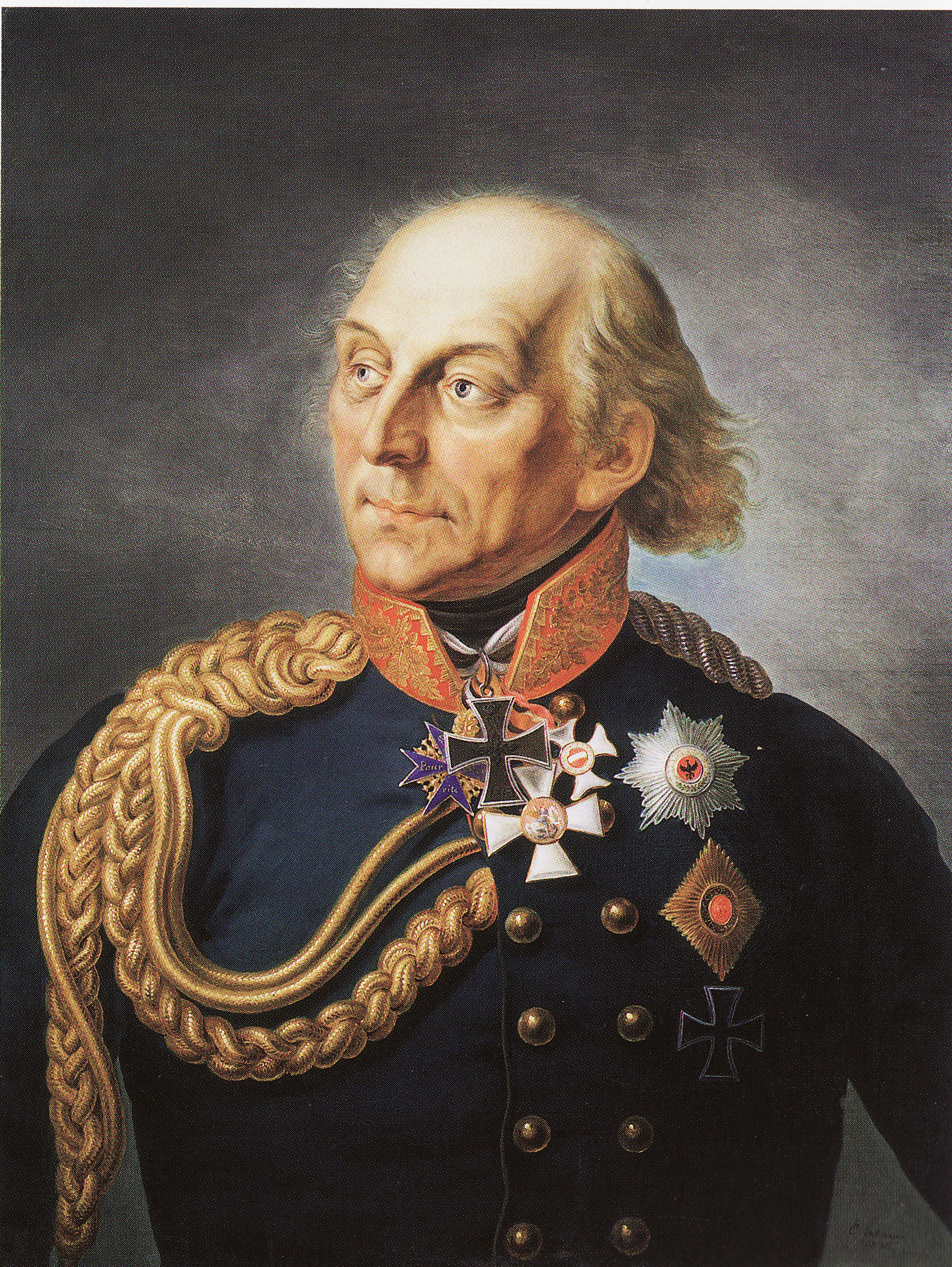
Il generale prussiano Ludwig Yorck von Wartenburg che per primo defezionò con le sue truppe, concludendo con i russi la convenzione di Tauroggen.

Le possibilità di Murat di contenere con le sue forze decimate l'avanzata dei russi erano molto limitate e svanirono del tutto dopo una serie di eventi che condussero alla defezione delle truppe prussiane e austriache; il primo fatto si verificò a nord dove il generale prussiano Yorck, già sollecitato dal generale Filippo Paulucci e da emigrati tedeschi a defezionare, si trovò isolato con i suoi 17 000 uomini dopo un'avanzata delle truppe russe del generale Hans von Diebitsch. Invece di cercare di aprirsi un varco e ricongiungersi con il X corpo del maresciallo Macdonald, il generale Yorck agì d'iniziativa e senza aver ricevuto autorizzazioni dal re Federico Guglielmo, il 30 dicembre concluse la convenzione di Tauroggen che prevedeva il ritiro del suo corpo di truppe e la sua "neutralizzazione". Questo evento clamoroso, inizialmente sconfessato dal re, ebbe importanti conseguenze: anche il generale Friedrich von Bülow rifiutò di collaborare con Murat, il generale Yorck si unì alle truppe russe con i suoi soldati, il maresciallo Macdonald rischiò di essere accerchiato e solo con grande difficoltà i suoi 7 000 soldati raggiunsero la Vistola, abbandonando la Prussia orientale.
Mentre si preparava la defezione prussiana, l'arrivo dell'esercito russo in Polonia non provocò alcuna resistenza della popolazione polacca che si sottomise e non difese il granducato napoleonico; l'aristocrazia polacca si affrettò ad allinearsi allo zar a cui fu proposto di dichiararsi re di Polonia, unendo le terre polacche con la Lituania; in dicembre Adam Jerzy Czartoryski gli aveva invece proposto di creare uno Stato polacco sotto la sovranità di uno dei suoi fratelli. Alessandro preferì non impegnarsi esplicitamente e il 13 gennaio 1813 si limitò a dichiarare paternalisticamente che avrebbe operato per il bene dei polacchi. A sud anche il generale austriaco Schwarzenberg iniziò a indietreggiare senza combattere e prese contatto con i russi per concordare un armistizio che venne infatti concluso il 30 gennaio 1813. Il corpo austriaco quindi si ritirò dalla lotta e arretrò in direzione di Cracovia, seguito dal V corpo d'armata del principe Józef Poniatowski. Messo in difficoltà da questo movimento, il VII corpo del generale Reynier venne attaccato e quasi distrutto il 13 febbraio nella battaglia di Kalisz dalle forze russe d'avanguardia, i resti della Grande Armata abbandonarono Varsavia il 9 febbraio e ripiegarono su Poznań dove il principe Eugenio Beauharnais prese il comando supremo al posto di Murat che si era affrettato a cedere l'ingrato compito per raggiungere il suo regno a Napoli.
I francesi avevano lasciato 30 000 uomini di guarnigione a Danzica sotto il comando del generale Jean Rapp e altri presidi a Modlin e Thorn (l'odierna Toruń), ma il principe Eugenio abbandonò Poznań il 12 febbraio 1813 e non riuscì neppure a difendere a lungo la linea dell'Oder come aveva espressamente ordinato Napoleone da Parigi, nonostante avesse raggiunto Francoforte, dove era stato rinforzato dal VI corpo del maresciallo Laurent de Gouvion-Saint-Cyr. Notizie sull'arrivo in forze dei russi e sulla sollevazione della popolazione indussero il principe ad abbandonare prematuramente l'Oder alla fine di febbraio, lasciando guarnigioni a Stettino, Glogau e Küstrin, e a continuare la ritirata verso l'Elba.
Anche se Napoleone imputò soprattutto a Murat una grave incapacità nel condurre le operazioni, l'evoluzione della Prussia favorì grandemente l'avanzata dei russi; il re Federico Guglielmo III ancora timoroso di rappresaglie di Napoleone, rimase indeciso a lungo; anche i suoi consiglieri non erano concordi sulle scelte da fare, alcuni premevano per un'alleanza immediata con lo zar, altri miravano ad un accordo con l'Austria per favorire una mediazione tra Francia e Russia, temendo l'arrivo dei russi sul suolo tedesco. Ma da Vienna vennero invece sollecitazioni ad accordarsi con Alessandro e nel frattempo la defezione del generale Yorck e l'ondata di patriottismo e di nazionalismo tedesco che si diffuse tra la popolazione accelerò le decisioni del re. Le terre prussiane insorsero contro i francesi, si organizzarono i primi reparti di coscritti della Landwehr; il 10 febbraio 1813 Federico Guglielmo, dopo aver lasciato Berlino per raggiungere Breslavia, diramò un appello al popolo per la lotta d'indipendenza; un inviato raggiunse lo zar. Il movimento patriottico prussiano fu vivace tra la borghesia, i giovani universitari e la nobiltà ed ebbe grande influenza morale, dando alla guerra contro i francesi il carattere di Befreiungskrieg ("guerra di liberazione"). La Landwehr, reclutata tra gli uomini da 18 a 40 anni, avrebbe fornito entro agosto 1813 oltre 130 000 soldati non molto addestrati ma combattivi e motivati; si iniziò inoltre a reclutare anche una Landsturm di riserva per gli uomini di oltre 40 anni di età.
Finalmente Heinrich von Stein si recò a Breslavia e riuscì a convincere Federico Guglielmo; il 28 febbraio 1813 venne conclusa a Kalicz l'alleanza formale tra la Russia e la Prussia; lo zar Alessandro arrivò il 15 marzo e il giorno seguente venne inviata la dichiarazione di guerra alla Francia. La decisione prussiana rafforzò immediatamente lo schieramento dei russi; il maresciallo Kutuzov era ormai molto malato e sarebbe morto il 28 aprile 1813; solo 70 000 soldati erano in prima linea divisi in tre masse, con il corpo del generale Peter Wittgenstein a nord verso la Vistola, il raggruppamento principale del generale Michail Miloradovič al centro da Varsavia a Glogau, a sud la formazione più piccola del generale Ferdinand von Wintzingerode verso la Sassonia. Anche se i reparti della Landwehr prussiana non furono immediatamente disponibili, le formazioni regolari dell'esercito, potenziate con il richiamo dei Krumper, entrarono subito in azione e fornirono 35 000 uomini di rinforzo; mentre i generali Yorck e von Bülow si collegavano con il generale Wittgestein, a sud il feldmaresciallo Gebhard von Blücher prese il comando delle forze russo-prussiane principali.

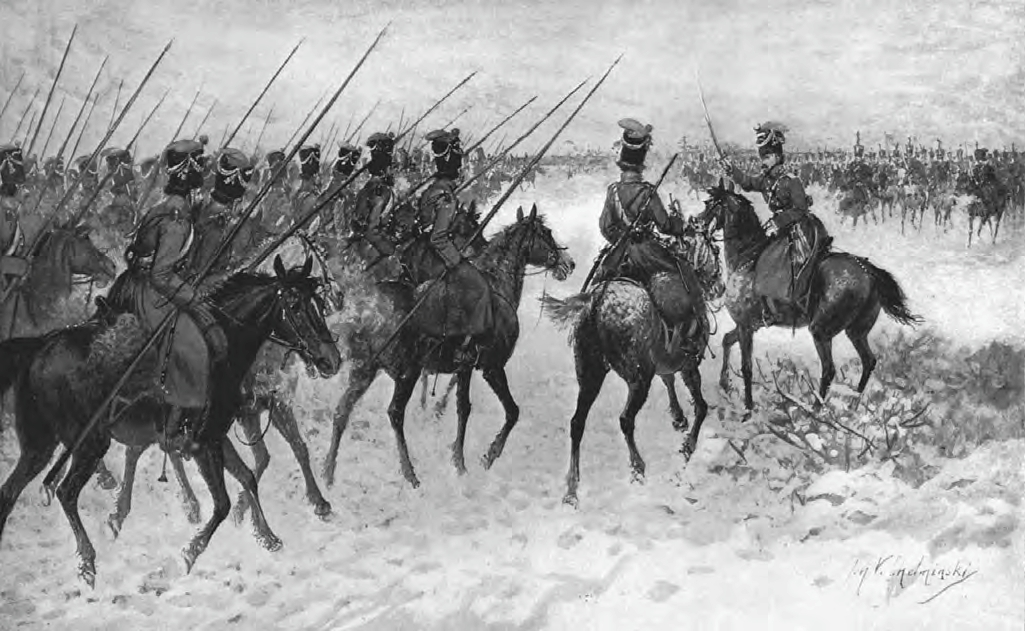
Le colonne volanti dei cosacchi ebbero un ruolo fondamentale durante l'avanzata dei russi in Polonia e in Germania.

Nel frattempo fin dalla fine di gennaio 1813, mentre il grosso dell'esausto esercito russo si riorganizzava sulle posizioni conquistate, il maresciallo Kutuzov e il generale Wittgenstein avevano organizzato, per sfruttare l'evidente debolezza dei francesi e la loro carenza di cavalleria, tre colonne volanti di cavalieri regolari e cosacchi che al comando di abili ufficiali attraversarono audacemente l'Oder e si spinsero avanti in profondità. A nord il colonnello Friderich von Tettenborn passò il fiume a nord di Küstrin, a sud di quella città entrò in azione la colonna del colonnello Alekandr von Benckendorff che sbaragliò la cavalleria nemica lungo la strada da Francoforte a Berlino, mentre la forza principale, guidata dall'energico Aleksandr Černyšëv, prima sconfisse i lancieri nemici nella battaglia di Zirche, vicino a Poznań e quindi attraversò a sua volta l'Oder, ormai in fase di disgelo.
A causa anche di queste pericolose incursioni nelle sue retrovie, divenne quindi impossibile per il principe Eugenio mantenere, dopo aver abbandonato l'Oder, almeno la linea dell'Elba; il 4 marzo egli abbandonò Berlino, dove entrarono subito i cavalieri del colonnello von Benckendorff e la fanteria del principe Repnin-Volkonskij, per ripiegare su Wittenberg. Inoltre alle sue spalle era insorta il 24 febbraio la città di Amburgo che venne evacuata il 12 marzo; la colonna volante del colonnello von Tettenborn entrò subito nella città e liberò anche Lubecca. Nonostante gli ordini di Napoleone di rafforzare soprattutto il settore settentrionale del suo fronte sull'Elba nell'area di Magdeburgo e Torgau, il principe Eugenio si concentrò sulla difesa del settore meridionale, dove il maresciallo Louis Nicolas Davout non riuscì a difendere Dresda; i russo-prussiani del generale Blücher invasero la Sassonia e conquistarono la città il 27 marzo e i francesi dovettero ripiegare dietro la Saale. Più a nord il 2 aprile, il generale Černyšëv ottenne una nuova vittoria sconfiggendo a Luneburgo una divisione francese, mentre il 5 aprile Wittgenstein inflisse una sconfitta a Eugenio nella battaglia di Möckern.

## La guerra in Germania

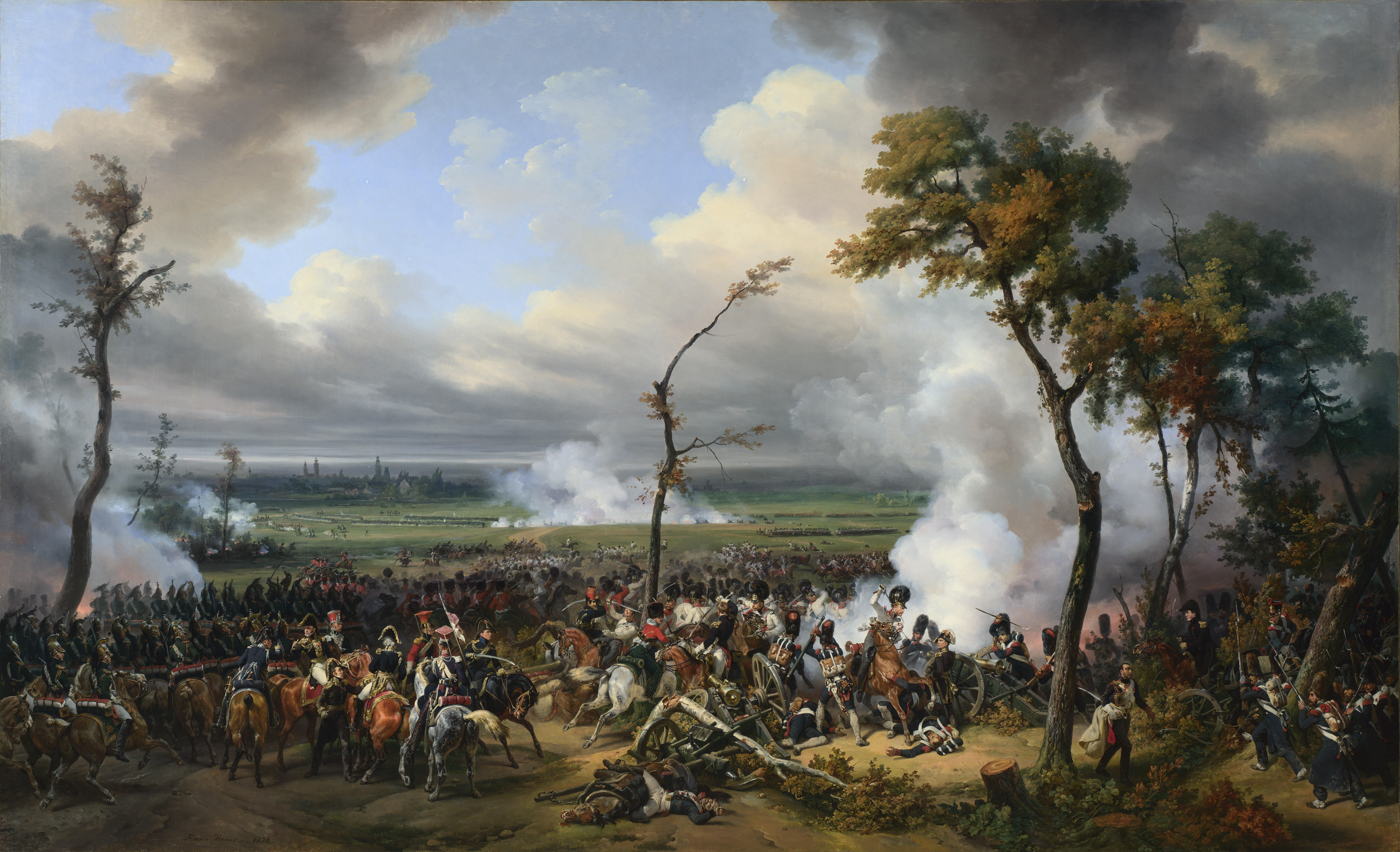
Battaglia di Hanau

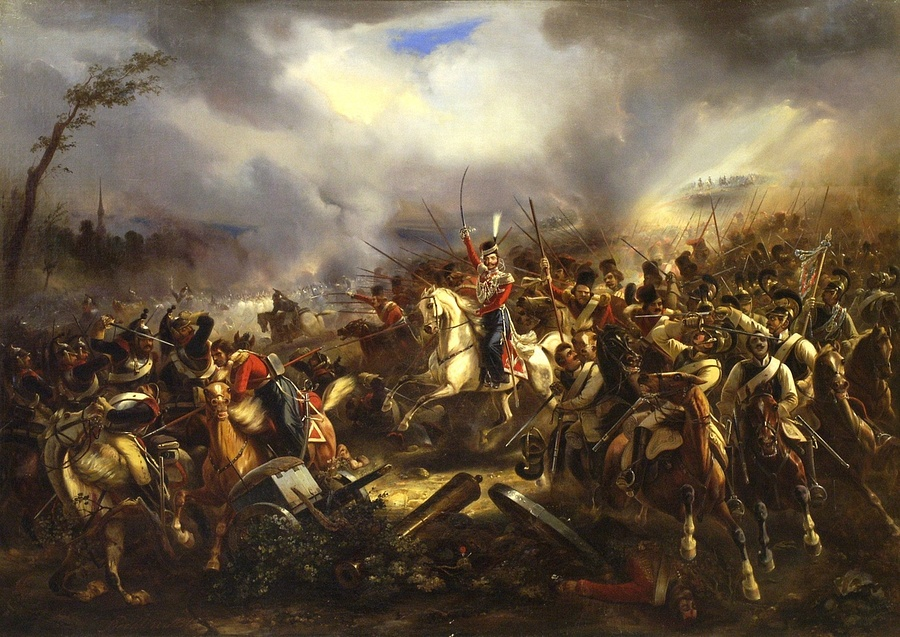
La carica dei cosacchi delle Guardie del corpo a Lipsia

Napoleone giurò che avrebbe creato un esercito grande quanto quello che aveva mandato in Russia, e cominciò ad aumentare le sue forze ad est da 30 000 a 130 000 uomini. Riuscì ad infliggere agli Alleati 40 000 perdite nelle battaglie di Lützen (vicino a Lipsia, 2 maggio) e Bautzen (20-21 maggio), ma le sue stesse forze subirono perdite simili. In entrambe le battaglie presero parte circa 250 000 uomini tra entrambe le parti, rendendole due tra le più grandi battaglie delle guerre napoleoniche.
I belligeranti dichiararono un armistizio dal 4 giugno al 13 agosto 1813, durante il quale tentarono di riprendersi dal quarto di milione di perdite subite da aprile. Durante questo periodo le negoziazioni degli Alleati riuscirono finalmente a portare l'Austria in aperta opposizione alla Francia (l'Austria, come la Prussia, da alleato della Francia nel 1812 era diventata neutrale nel 1813). Due armate austriache vennero dislocate in Boemia e Italia settentrionale, aggiungendo 300 000 uomini alle truppe alleate, che ora disponevano in totale di 800 000 soldati nel teatro tedesco, con una riserva strategica di 350 000 uomini.
Napoleone riuscì a portare le forze imperiali totali nella regione a circa 650 000 uomini (sebbene solo 250 000 sotto il suo diretto comando, con altri 120 000 agli ordini di Nicolas Charles Oudinot e 30 000 sotto Davout). La Confederazione del Reno fornì a Napoleone gran parte del resto delle forze, con la Sassonia e la Baviera come principali contributori. Inoltre, a sud, il Regno di Napoli di Murat e il Regno d'Italia di Eugenio di Beauharnais avevano un totale di 100 000 uomini armati. In Spagna altri 150-200 000 soldati francesi venivano costantemente sconfitti dalle forze spagnole e britanniche che si aggiravano intorno a 150 000 uomini. Così in totale circa 900 000 soldati francesi si opponevano in tutti i teatri contro circa un milione di truppe alleate (esclusa la riserva strategica formata in Germania).
Dopo la fine dell'armistizio, Napoleone sembrava aver riacquistato l'iniziativa a Dresda (26-27 agosto 1813), dove sconfisse un esercito alleato numericamente superiore e inflisse enormi perdite, pur sostenendone relativamente poche. Tuttavia, all'incirca nello stesso periodo, la spinta di Oudinot verso Berlino si arrestò e i francesi subirono diverse sconfitte nel nord a Großbeeren, Katzbach e Dennewitz. Lo stesso Napoleone, privo di un'affidabile e numerosa cavalleria, non riuscì a sfruttare appieno la sua vittoria e non poté evitare la distruzione di un intero corpo dell'esercito nella battaglia di Kulm (29-30 agosto 1813), indebolendo ulteriormente il suo esercito. Si ritirò con circa 175 000 truppe a Lipsia in Sassonia dove pensò di poter combattere un'azione difensiva contro gli eserciti alleati che convergevano su di lui. Lì, nella cosiddetta battaglia delle Nazioni (16-19 ottobre 1813) un esercito francese, alla fine rinforzato a 191 000 uomini, si trovò di fronte a tre eserciti alleati che convergevano su di esso, per un totale di oltre 430 000 soldati. Nei giorni successivi la battaglia provocò una sconfitta per Napoleone, che tuttavia era ancora in grado di gestire una ritirata relativamente ordinata verso ovest. Tuttavia, mentre le forze francesi stavano attraversando l'Elster, il ponte fu fatto saltare prematuramente e 30 000 soldati furono bloccati e vennero fatti prigionieri dalle forze alleate.
Napoleone sconfisse un esercito della sua ex alleata Baviera nella battaglia di Hanau (30-31 ottobre 1813) prima di ritirare ciò che restava delle sue forze in Francia. Nel frattempo, il corpo di Davout continuava a resistere nel suo assedio di Amburgo, che divenne l'ultima forza imperiale a est del Reno.
Gli Alleati offrirono delle condizioni di pace nella proposta di Francoforte nel novembre del 1813: Napoleone sarebbe rimasto come imperatore di Francia, ma sarebbe stato ridotto alle sue "frontiere naturali" della Francia (dalle Alpi al Reno). Ciò significava che la Francia poteva mantenere il controllo del Belgio, della Savoia e della Renania (la sponda occidentale del Reno), rinunciando al controllo di tutto il resto, tra cui Polonia, Spagna e Paesi Bassi, e gran parte dell'Italia e della Germania. Metternich disse a Napoleone che questi erano i migliori termini che gli Alleati avrebbero potuto offrire; dopo ulteriori vittorie, i termini sarebbero stati più severi e duri. Metternich mirava a mantenere la Francia come un equilibrio contro le minacce russe, ponendo fine alla serie altamente destabilizzante di guerre.

## Altri teatri

### La guerra in Italia
Dopo l'armistizio di Pleiswitz, prevedendo l'entrata in guerra dell'Austria contro la Francia, Napoleone inviò in Italia il principe Eugenio, istruendolo a difendere i dipartimenti francesi e il Regno d'Italia dalle truppe austriache. Eugenio radunò circa 50000 uomini e li portò in Friuli a difendere i due principali accessi alla penisola, la sella di Camporosso e la valle dell'Isonzo. Dall'altro lato, vi era l'armata austriaca del generale Hiller. Le due forze, divise  a coprire l'intera linea del fronte, si scontrarono in numerose occasioni: sebbene i franco-italiani ottennero una prima grande vittoria a Feistritz, la fortuna volse dalla parte degli austriaci, che ottennero ripetuti successi, soprattutto nella Carniola ed in Istria. Dopo la defezione della Baviera, a causa del pericolo di essere circondato, Eugenio dovette ritirare le proprie truppe, prima rifugiandosi dietro al Piave e poi dietro all'Adige. Il fronte rimase relativamente stabile per tutti i mesi di novembre, dicembre e gennaio, con gli austriaci che al peggio si erano addentrati in Romagna.
A cambiare la situazione fu la defezione di Murat, che nel gennaio 1814 trovò un accordo con l'Austria e cambiò fazione: questo portò Eugenio a ritirarsi sul Mincio. Il fiume rappresentò un ostacolo insormontabile per gli austriaci, venendo più volte respinti dai napoleonici. A sud del Po, invece, l'arrivo dei napoletani di Murat fu determinante: ottenuto un netto vantaggio numerico, riuscirono a respingere i franco-italiani prima sulla linea del Taro e poi a barricarsi a Piacenza nelle ultime ore del conflitto. A causare la fine delle ostilità fu la convenzione di Schiarino-Rizzino, firmata pochi giorni dopo l'abdicazione di Napoleone.